# Emilie Baumanová
Emilie Baumanová, roz. Basařová (17. února 1916 Horoušany – 24. října 1942 Koncentrační tábor Mauthausen) byla spolupracovnice výsadku Anthropoid a manželka odbojáře Břetislava Baumana z období druhé světové války popravená nacisty.

## Život
Emilie Baumanová se narodila 17. února 1916 do rodiny horoušanského řezníka a hostinského Antonína Basaře a jeho ženy Anny Basařové, rozené Skořepové. V roce 1927 ukončila obecnou školu. Dne 28. února 1939 uzavřela sňatek s Břetislavem Baumanem v kostele sv. Martina ve Vyšehořovicích. Manželé pak žili ve mlýně v Horoušanech. Dne 21. června se jim narodil syn Svatopluk.

## Spolupráce s výsadkem Anthropoid
V noci z 28. na 29. prosince 1941 seskočila kvůli navigační chybě mezi obcemi Nezhvizdy a Horoušany dvojice parašutistů Jozef Gabčík a Jan Kubiš v rámci operace Anthropoid. Jan Kubiš se vrátil pro ukrytý operační materiál 13. ledna 1942, ale nebyl schopen jej odvézt. Baumanovi nabídli k ukrytí materiálu svou stodolu, z ní byl poté postupně přemísťován na další připravená místa v Praze. 

## Prozrazení, zatčení, smrt
Po zradě Karla Čurdy, který se 16. června 1942 na gestapu sám přihlásil, začalo postupné rozkrývání sítě spolupracovníků, které dovedlo nacisty nakonec i do Horoušan. Manžel Břetislav byl zatčen 15. července, Emilie Baumanová byla zadržena 31. srpna 1942, poté převezena do Terezína. 29. září 1942 byli oba stanným soudem odsouzeni k trestu smrti, 23. října přepraveni do koncentračního tábora Mauthausen, kde byli o den později zastřeleni při fingované zdravotní prohlídce společně s mnoha dalšími odbojáři a jejich rodinnými příslušníky. Syn Svatopluk byl do konce války internován na pražské Jenerálce, poté přemístěn do Městského domova péče o mládež v pražské Krči, poté byl vychováván matčinými rodiči.

## Připomínka
- Jméno Emilie Baumanové a jejího manžela je uvedeno na pomníku spolupracovníků parašutistů a jejich rodinných příslušníků, kteří byli popraveni v německém koncentračním táboře Mauthausenu. V lednu 2011 byl slavnostně odhalen na terase kostela sv. Cyrila a Metoděje v Resslově ulici v Praze.[3]
- Pamětní kámen s deskou věnovaný Emilii Baumanové a Břetislavu Baumanovi se nachází v Horoušanech v křižovatce ulic Baumanova x U Mlýna. Dům pod ním je bývalá stodola, jenž náležela k mlýnu čp. 11, ve kterém manželé Baumanovi před, a v průběhu druhé světové války, žili a hospodařili a kde byl B. Bauman dne 15. 7. 1942 zatčen gestapem. Současná podoba pamětního kamene s deskou je z roku 1982, kdy byl na místo instalován z iniciativy tehdejšího MNV (Místního národního výboru) Horoušany. Pamětní desku zadal k výrobě tehdejší předseda MNV p. Skala v Praze a kámen byl přivezen z „jílovny“ – oblasti pískovcových skalek mezi Horoušany a Nehvizdy. Tento kámen nahrazoval původní pamětní desku, která byla umístěna po válce na budově mlýna.[4] Ten byl však v 80. letech 20. století pro svůj špatný technický stav zbourán. Na pamětní desce je nápis: "NA TOMTO MÍSTĚ STÁL MLÝN MANŽELŮ EMILIE A BŘETISLAVA BAUMANOVÝCH, KTEŘÍ BYLI V R. 1942 UMUČENI NĚMECKÝMI NACISTY. ČEST JEJICH PAMÁTCE."[5]
- Po jejím manželovi byla pojmenována ulice "Baumanova" v Horoušanech.

## Galerie

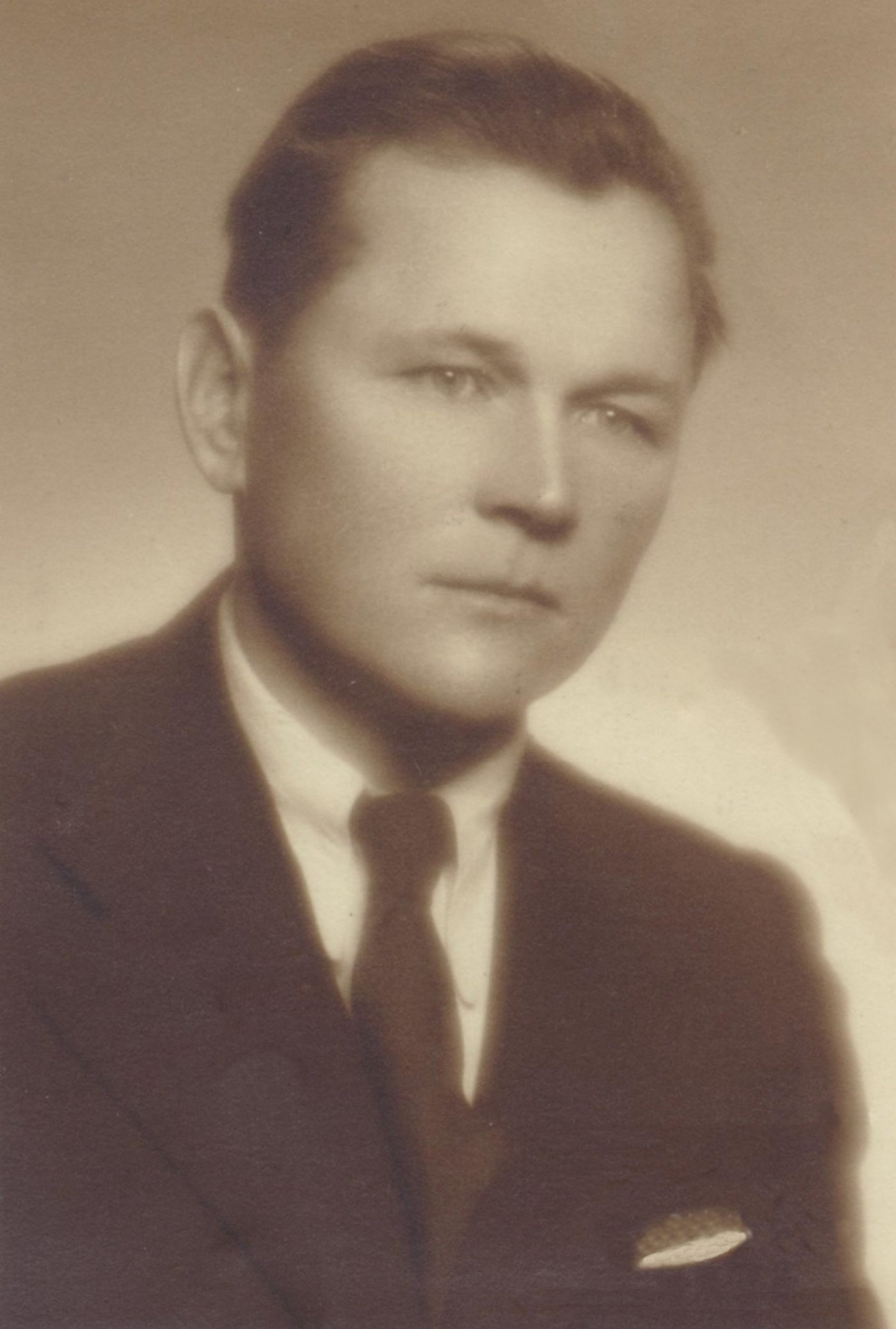
Manžel Břetislav Bauman
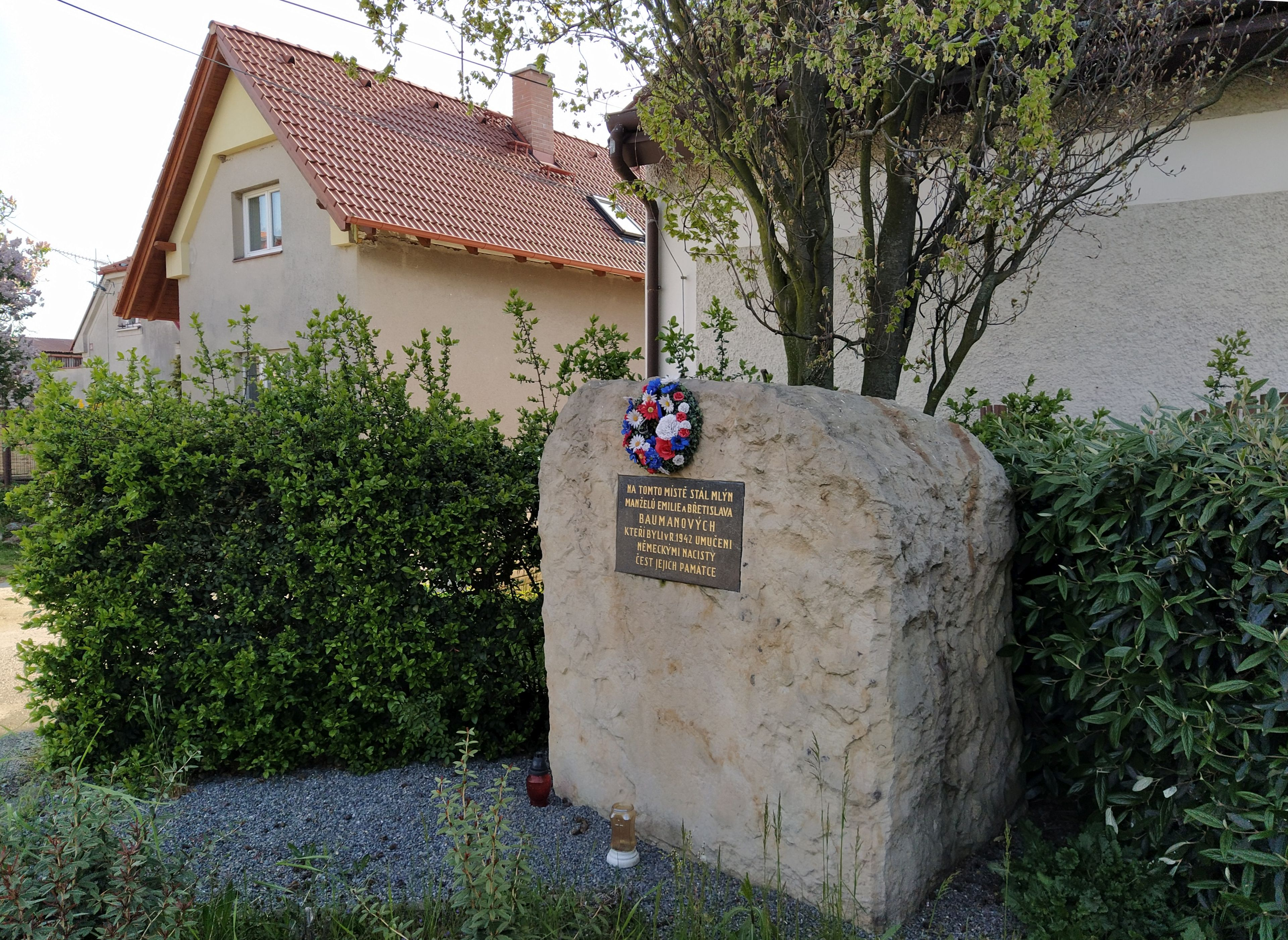
Pamětní kámen na místě Baumanova mlýna v Horoušanech
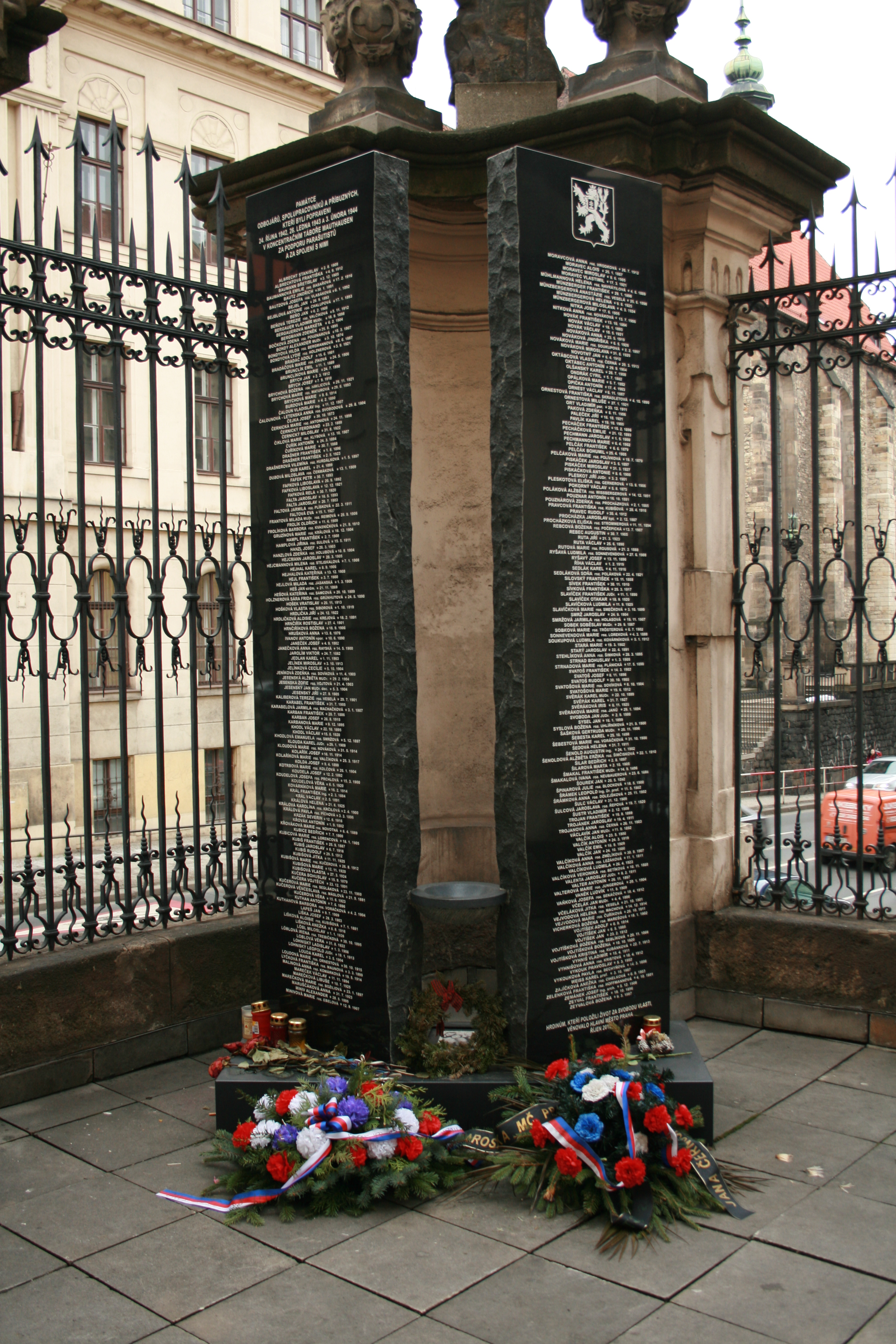
Pomník spolupracovníků parašutistů a jejich rodinných příslušníků na terase kostela sv. Cyrila a Metoděje v Resslově ulici v Praze
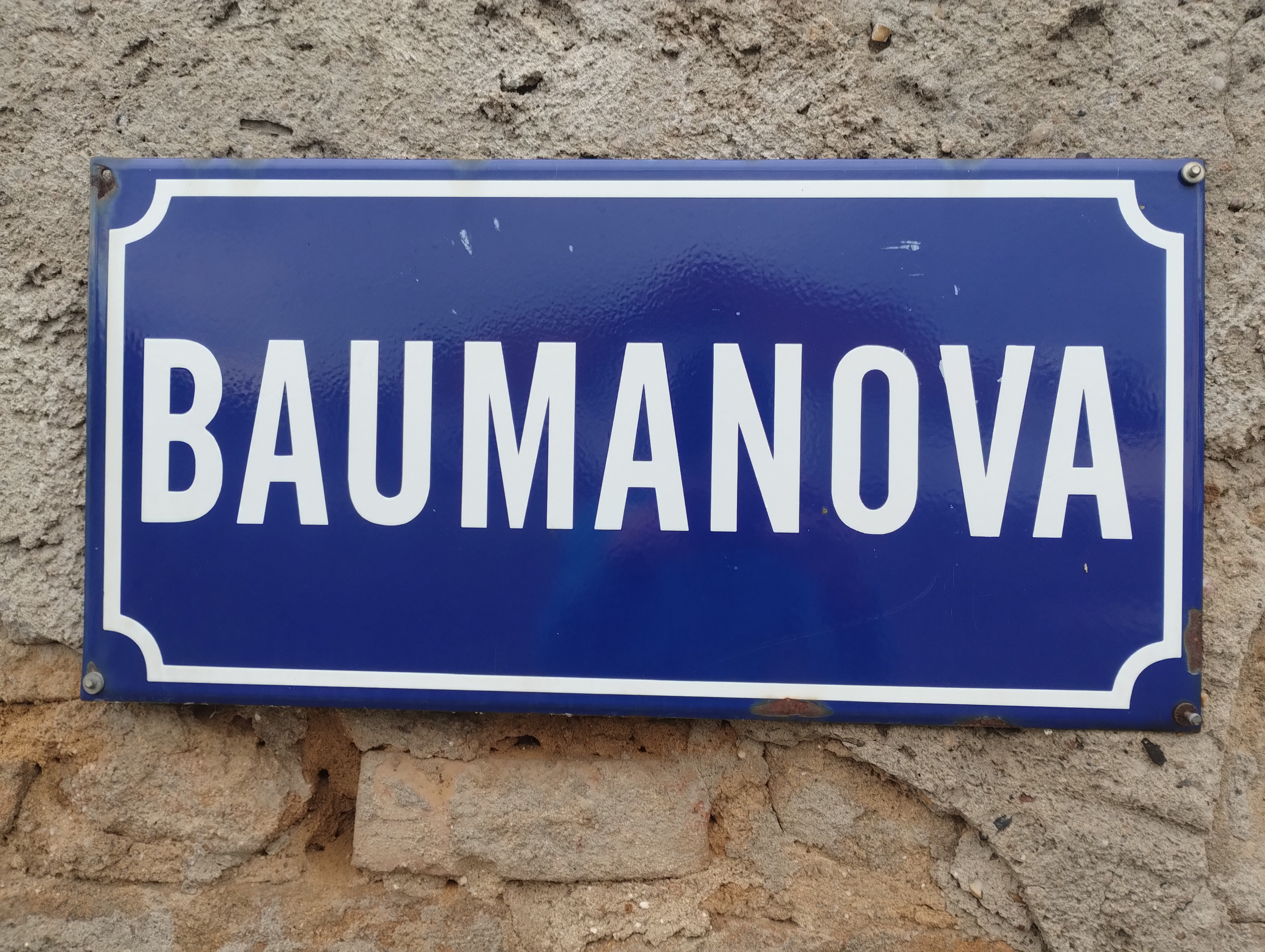
Ulice Baumanova v Horoušanech